# 小田切辰之助

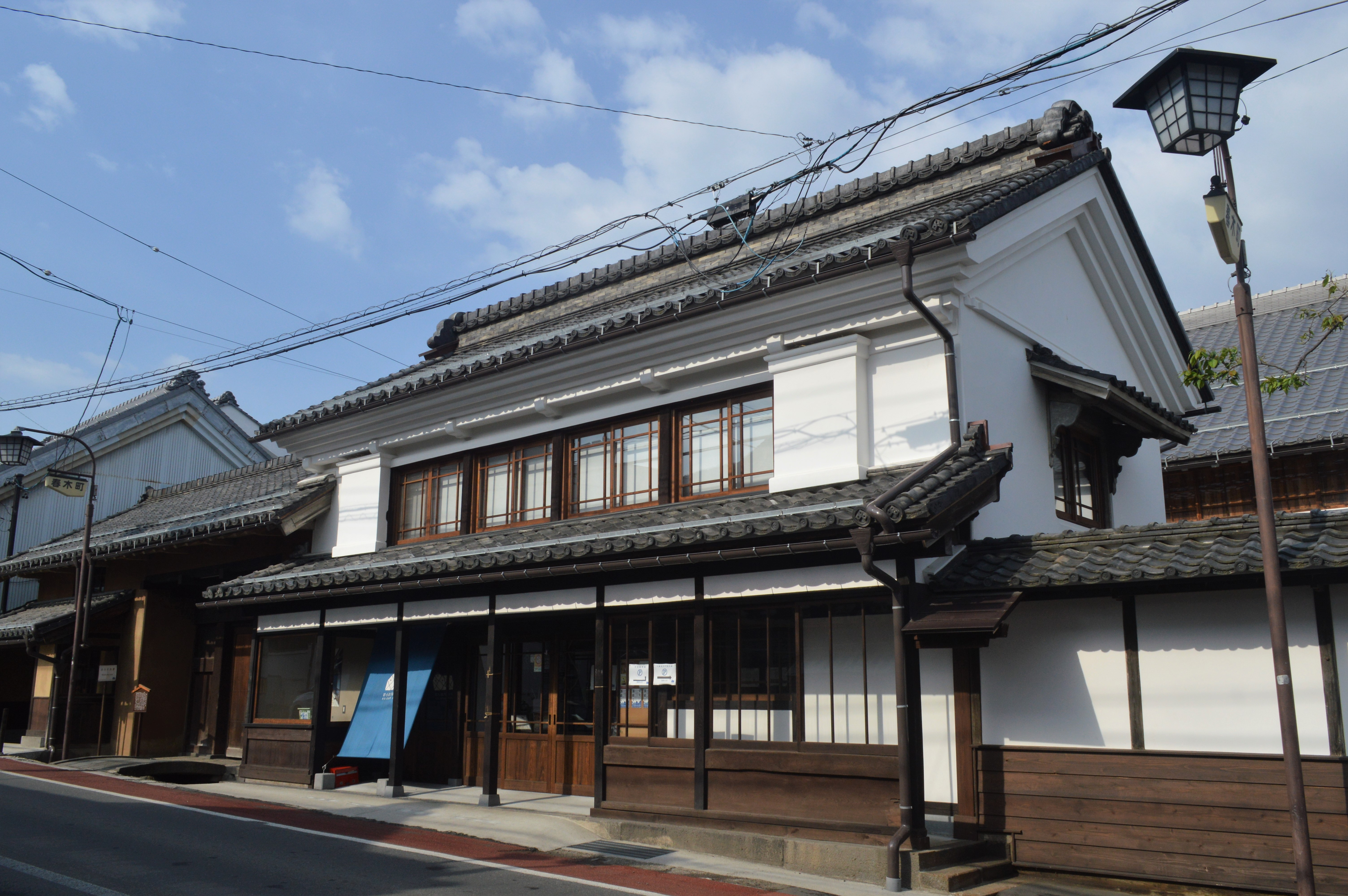
旧小田切家住宅（長野県須坂市大字須坂423番地1、須坂市指定有形文化財、長野県宝）

小田切 辰之助（おたぎり たつのすけ、天保10年（1839年） - 明治37年（1904年））は、幕末から明治時代の日本の製糸家。幼名は録三郎。祖父は武兵衛、父は沖兵衛。

## 経歴・人物
須坂の「西糀屋」あるいは「大糀屋」と呼ばれる小田切家の宗家に生まれる。須坂の小田切氏は滋野氏一族海野氏の出で、幕末まで油屋・糸師・呉服商を営み、須坂藩の御用達を勤めた家。辰之助は安政6年（1859年）の横浜開港より生糸、蚕種の貿易に携わる。慶応年間には「蚕種組合」を設立し、自ら検査役となり、のち明治5年（1872年）川東組の蚕種大総代となる。
のち海外の生糸需要の増加を受け遠藤万作、青木甚九郎らと富岡製糸場を視察し、明治7年（1874年）には水車仕掛けの器械製糸を、さらに翌年には弟の武兵衛と協力し、水車動力による器械製糸を創設した。同年、絹糸の品質向上や量産化を目指し全国に先駆けて製糸の同盟組織である東行社を創立した。2年後の明治9年（1876年）100人繰りの蒸気釜を設置した山七俊明製糸場を設立。明治17年（1884年）製糸場の規模を拡大し同業者と共に俊明社を結成、東行社と並ぶ二大製糸結社を結成した。明治20年（1887年）のコレラ流行の折には、須坂の製糸用兼飲用水の水道敷設に協力、さらに明治28年（1895年）には高井銀行を、また牧新七と共に須坂銀行の創立に関与するなど金融業の発展にも尽力した。